# Bill McLaren
William Pollock „Bill“ McLaren CBE (* 16. Oktober 1923 in Hawick; † 19. Januar 2010 ebenda) war ein schottischer Rugbykommentator. Bis zu seinem Ruhestand im Jahr 2002 wurde er die „Stimme des Rugby“ (the voice of rugby) genannt und hat zahlreiche Redewendungen geprägt.

## Leben
McLaren wuchs in Hawick in den Scottish Borders auf und begann bereits als Kind mit dem Rugbysport. Er spielte vor dem Zweiten Weltkrieg als Flügelstürmer für die erste Mannschaft des Hawick RFC. Im Kriegseinsatz in Italien erkrankte er an Tuberkulose und konnte nur aufgrund des Einsatzes des damals neuen Antibiotikums Streptomycin geheilt werden. Während der Tuberkulosebehandlung kommentierte er die Tischtennisspiele im Krankenhaus und machte so seine ersten Erfahrungen in seinem späteren Beruf.
Nach seiner Rückkehr nach Schottland studierte McLaren Sportwissenschaften und unterrichtete bis 1987 in Schulen. Seine Karriere als Reporter begann bei der Lokalzeitung Hawick Express. Ab 1952 arbeitete er bei der BBC. Im Radio kommentierte er sein erstes Länderspiel, es trafen Schottland und Wales aufeinander. Sechs Jahre später wechselte er ins Fernsehen. Sein letztes Länderspiel als Reporter folgte im Jahr 2002, Gegner waren wieder Schottland und Wales.
Im Jahr 2001 wurde McLaren kurz vor dem Ende seiner Reporterkarriere in die International Rugby Hall of Fame aufgenommen. Er ist das einzige Mitglied der Ruhmeshalle, das nicht hauptsächlich als Spieler aktiv war.
McLaren war seit 1947 mit seiner Frau Bette verheiratet. Er hatte fünf Enkelkinder, darunter die schottischen Nationalspieler Rory Lawson und Jim Thompson. 1976 kommentierte er das Spiel Schottland gegen England, in dem sein Schwiegersohn Alan Lawson zwei Versuche legen konnte.
McLaren starb am 19. Januar 2010 in seiner Heimatstadt im Alter von 86 Jahren.